# یابوونگ-پیوترووتسه
یابوونگ-پیوترووتسه (به لاتین: Jabłoń-Piotrowce) یک روستا در لهستان است که در گمینا نووه پیکوته واقع شده‌است.